# Kolozsvári Közlöny
A Kolozsvári Közlöny 1856–1873 között Kolozsváron megjelent politikai, gazdasági és társadalmi lap; Kristóf György méltatása szerint „ugyanazt a vezető irányt és súlyt jelentette Erdélyben, mint […] a Pesti Naplóé Pesten”. Eleinte hetente kétszer, majd hetente háromszor, végül naponta jelent meg. Havonta kétszer Muzeum címmel kis füzetes tudományos-irodalmi jellegű mellékletet adott ki. 

## Története
Mikó Imre 1855. szeptemberben levélben fordult Vida Károlyhoz egy erdélyi lap alapításának tervével. A lap óvadékét Mikó Imre tette le; az alapításban Bethlen János és Teleki Domokos is segítette. Laptulajdonos és szerkesztő Vida Károly, kiadó Berde Áron lett; az első szám 1856. március 31-én jelent meg.
Mivel Vida a bécsi politikához igazodó, konzervatív lapot akart, ezt azonban Mikó és munkatársai nem fogadták el, Berde Áron bejelentette a lap megszüntetését. Vida saját lapot indított Magyar Futár címmel, Berde Áron pedig 1856. októberben Mikó Imre támogatásával újraindította a Kolozsvári Közlönyt, amelyet 1859. december 29-ig szerkesztett. 1859-től 1868-ig a lap szerkesztője Dózsa Dániel volt, őt Kőváry László követte. 1869-ben az Unió című Deák-párti lap beolvadt a Kolozsvári Közlönybe, és szerkesztését ennek tulajdonos-szerkesztője, Sándor József vette át. 
Részben a versenytárs Magyar Polgár 1867-es megindulása miatt, részben pedig azért, mert az erdélyi közönség csalódott a Deák-párti politikában, a Kolozsvári Közlöny előfizetőket vesztett; 1871 elején már csak kétszáz előfizetője maradt. Egy ideig a várospolitikai harcokban vett részt, végül 1873. szeptember 24-én bejelentették a lap megszűnését.